# Usia crinipes
Usia crinipes är en tvåvingeart som beskrevs av Becker 1906. Usia crinipes ingår i släktet Usia och familjen svävflugor. Inga underarter finns listade i Catalogue of Life.